# Nowa Wieś (rejon ignaliński)
Nowa Wieś (lit. Naujasalis) – wieś na Litwie, w okręgu uciańskim, w rejonie ignalińskim, w starostwie Kozaczyzna.
Inna nazwa wsi to Dzierewnia Nowa.

## Historia
W dwudziestoleciu międzywojennym wieś leżała w Polsce, w województwie nowogródzkim (od 1926 w województwie wileńskim), w powiecie brasławskim (od 1926 w powiecie święciańskim), w gminie Dukszty.
Według Powszechnego Spisu Ludności z 1921 roku zamieszkiwało tu 55 osób, 50 było wyznania rzymskokatolickiego a 5 staroobrzędowego. Jednocześnie 20 mieszkańców zadeklarowało polską przynależność narodową a 35 inną. Było tu 12 budynków mieszkalnych. W 1931 zamieszkiwało tu 58 osób w 12 budynkach.
Miejscowość należała do parafii rzymskokatolickiej w Duksztach. Podlegała pod Sąd Grodzki w Święcianach i Okręgowy w Wilnie; właściwy urząd pocztowy mieścił się w m. Duksztach.